# دالوا
دالوا (به لاتین: Daloa) شهری در غرب ساحل عاج است که در سساندرا ماراهوئه واقع شده‌است. دالوا ۳۱۹٬۴۲۷ نفر جمعیت دارد و ۲۹۹ متر بالاتر از سطح دریا واقع شده‌است. دالوا مرکز تجاری مهم، به ویژه برای کاکائو است. فرودگاه دالوا در این شهر واقع شده‌است.

## خواهرخوانده
شهرهای خواهرخواندهٔ دالوا:
- پو، فرانسه، از ۱۹۸۴
- کمپیناس، برزیل، از ۱۹۸۲[نیازمند منبع]